# ماساكي تيراسوما
ماساكي تيراسوما (てらそままさき تيراسوما ماساكي) (الكتابة الحقيقية لاسمه:寺杣昌紀) هو ممثل ياباني ولد في 8 مايو 1962 في نيشينوميا, هيوغو.

## أدواره في الأنمي

### مسلسلات أنمي تلفزيونية
- ناروتو - رينغا
- ناروتو شيبودن - هيدان
- روك لي وأصدقائه النينجا - هيدان
- ساموراي 7 - كانبي
- المعلم الساحر نيغيما! - إيشون كونوي
- دي إن إنجل - كوسكي نيوا
- تسوباسا كرونيكل - غلوسام
- أويدو روكيت - تنتن
- غوين ساغا - فانون
- برج درواغا 〜the Aegis of URUK〜 - كيلب
- برج درواغا 〜the Sword of URUK〜 - كيلب
- ساندز أوف ديستراكشن - ريغاليت
- دي جرايمان - فيتوريو
- خيميائي الفولاذ: فل ميتال ألكيميست - يوري روكبيل، غيرتنر
- إينوياشا - موريومارو
- إينوياشا: الجزء الأخير - موريومارو
- شيكاباني هيمي: كورو - كانيتشيكا أوميهارا
- وولفرين - تيشين أسانو
- NO.6 - ريكيغا
- أن-غو - جوجيرو فوا
- بوكيمون بلاك/وايت - درايدن
- هجوم العمالقة - والد بيترا رال
- هجوم العمالقة Season 3 - جيل سانيس
- بلاك لاغون - راسل
- هاجيمي نو إيبو Rising - كازوؤو ماكونوتشي
- بليزبلو ألتر ميموري - جوبي
- توريكو - ميدورا
- لوغ هورايزون - رودريك
- فوؤن إيشين دايشوغن - ماتسودايرا
- إندماج الديجيمون - نايتمون
- فافنر في السماء الزرقاء EXODUS - إيان كامب
- أوشيو و تورا - كيوجي أتسوزاوا
- معرض الفن المزيف - أكيو كيكوشيما
- غارو: فانيشينغ لاين - ماثيو
- كابتن تسوباسا - كوداي أوزورا
- مكان أبعد من الكون - تشياكي موكاي
- فيت/ستاي نايت Unlimited Blade Works - سويتشيرو كوزوكي
- غولدن كاموي - كيرورانكي
- ستاينز;غيت - يوغو تينّوجي
- مدينة الإبادة - كيغو
- الإكسورسيست الأزرق: ملك كيوتو الملوث - أوابامي هوجو
- ون بيس - كاريبو

### أنمي الإنترنت
- نينجا سلاير فروم أنيميشن - بيهولدر
- وجبة الغداء في منزل إميا - سويتشيرو كوزوكي

### أوفا أنمي
- تسوباسا شونرايكي - في وان ريد

### أفلام أنمي
- الفرقة المتنقلة المدرعة 2: إينوسنس - أزوما
- ذكريات طيار - دييغو ديل مورال
- فافنر في السماء الزرقاء HEAVEN AND EARTH - إيان كامب
- البدلة المتنقلة جاندام ناريتيف - موناهان باخارو

## أدواره في ألعاب الفيديو
- كاثرين - ستيف
- ناروتو شيبودن: ألتيميت نينجا ستورم ريفولوشن - هيدان
- ناروتو شيبودن: ألتيميت نينجا ستورم 4 - هيدان
- فاير إمبلم أويكينينغ - بازيليو
- فاير إمبلم: ثري هاوسيس - فولكهارد، ثاليس
- سلسلة ألعاب بليزبلو
  - بليزبلو كالاميتي تريغر - جوبي
  - بليزبلو كونتينيوم شيفت - جوبي
  - بليزبلو كرونو فانتازما - جوبي
- بليزبلو كروس تاغ باتل - جوبي
- ميجا مان 11 - الرئيس، إمباكت مان

## أدواره في الدبلجة اليابانية
- حرب العوالم - هارلان أوجيلف
- سنة جيدة - ماكس سكينر
- سبايدرمان المذهل - ريتشارد باركر
- سبايدرمان المذهل 2 - ريتشارد باركر
- آل كروودز - غراغ

## وصلات خارجية
- ماساكي تيراسوما على موقع IMDb (الإنجليزية)
- ماساكي تيراسوما على موقع ميتاكريتيك (الإنجليزية)
- ماساكي تيراسوما على موقع روتن توميتوز (الإنجليزية)
- ماساكي تيراسوما على موقع ألو سيني (الفرنسية)
- ماساكي تيراسوما على موقع أول موفي (الإنجليزية)
- ماساكي تيراسوما على موقع قاعدة بيانات الفيلم (الإنجليزية)
- ماساكي تيراسوما على موقع كينوبويسك (الروسية)
- ماساكي تيراسوما على موقع كينوبويسك (الروسية)
- ماساكي تيراسوما على موقع ANN person (الإنجليزية)